# Den kloka hönan
Den kloka hönan (original: The Wise Little Hen) är en tecknad kortfilm från 1934. Filmen är Kalle Ankas första framträdande och ingår i Silly Symphonies-serien.
Handlingen bygger på en engelsk saga som i Sverige översatts till Den lilla hönan och vetekornet.
Rösterna till Hönan, Kalle och Gåtte Gris lånades ut av Florence Gill, Clarence Nash samt Pinto Colvig.

## Handling
Den lilla hönan behöver hjälp med att plantera majs inför vintern och frågar sina grannar Gåtte Gris och Kalle Anka om hjälp, men de kommer båda med undanflykter om magont för att undslippa arbete. Hönan får då plantera sin majs själv, med hjälp av sina kycklingar.
Skörden blir god, och hönan behöver hjälp med att skörda sin majs. Hon går återigen till sina grannar och frågar om de kan hjälpa henne, men de påstår även denna gång att de har magont. Kalle och Gåtte flyr in i sitt klubbhus, men när de stänger dörren faller plankor från huset ner, och hönan får se dem skaka hand. Hon bestämmer sig för att lära dem en läxa.
Hönan och hennes kycklingar skördar själva sin majs och lagar till en stor måltid. Hon går tillbaka till sina grannar, denna gång för att fråga dem om de vill hjälpa henne och hennes familj. När Kalle och Gåtte får syn på henne börjar de omedelbart ta sig om magen och låtsas ha ont. När hönan frågar dem om de vill hjälpa till att äta upp maten glömmer de bort att de har ont och erbjuder sina tjänster direkt. Hon ger dem en skål och de tar fram varsin sked, men när de tar bort duken för skålen upptäcker de att hönan gett dem en flaska ricinolja för magont.
Hönan och kycklingarna äter själva upp all mat, med Kalle och Gåtte stående utanför fönstret, kastande glupska ögon över läckerheterna.

## Om filmen
Filmen hade svensk premiär den 17 december 1934 på biografen Rita i Stockholm som innehåll i kortfilmsprogrammet 3 små grisar på nya äventyr eller Stora stygga vargen och Rödluvan, där även filmerna Den stora stygga vargen eller Tre små grisar på nya äventyr, Gräshoppan och myrorna, Flygande råttan, Pluto i skojartagen och Och jula vara skall till påska! ingick.

## Rollfigurer
- Den kloka hönan
- Kalle Anka
- Gåtte Gris
- Hönans kycklingar